# Edificio España
De Edificio España ('Spanje-gebouw') is met 117 meter en 25 verdiepingen een van de hoogste gebouwen in Madrid. Het staat aan de Plaza de España en is een voorbeeld van Neobarok.

## Constructie

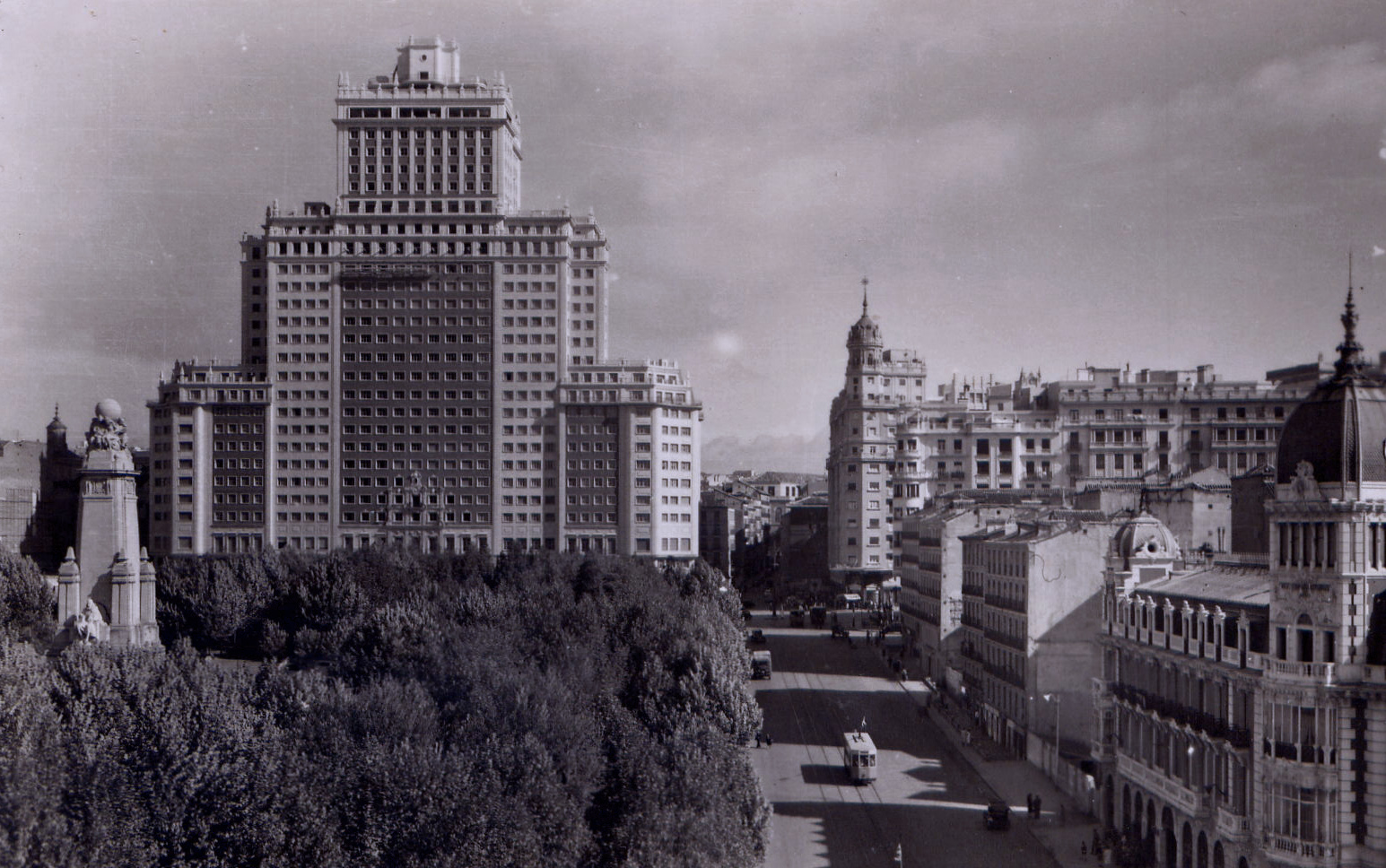
In de jaren 1950

Het gebouw werd ontworpen door architect Julián Otamendi en zijn broer, ingenieur Joaquín Otamendi. De bouw duurde van 1947 tot 1953. Het was het hoogste gebouw van Spanje tot de aan hetzelfde plein gelegen Torre de Madrid die positie overnam.

## Gebruik
Het gebouw bevatte tot enige jaren geleden onder meer een hotel van de keten Crowne Plaza, appartementen, kantoorruimte en een zwembad op het dak. In 2005—2007 verkocht eigenaar Metrovacesa het aan Banco Santander, dat er luxeappartementen wil creëren.